# Revue mycologique
Revue mycologique (w piśmiennictwie naukowym cytowane jako Revue Mycol.) – wydawane w Tuluzie we Francji naukowe czasopismo publikujące artykuły z zakresu mykologii. Wydawane było w latach 1879–1906. Było to pierwsze na świecie czasopismo naukowe w całości poświęcone grzybom. Przez 13 lat jego naczelnym redaktorem był Casimir Roumeguère.
Prawa autorskie do artykułów i ilustracji już wygasły. Wszystkie numery czasopisma zostały zdigitalizowane i są dostępne w internecie. Opracowano 5 istniejących w internecie skorowidzów umożliwiających odszukanie artykułu:
- Title – na podstawie tytułu,
- Author – na podstawie nazwiska autora,
- Date – według daty,
- Collection – według grupy zagadnień,
- Contributor – według instytucji współpracujących.

Istnieje też indeks zdigitalizowanych numerów czasopisma ze spisem ich treści.
Czasopismo wychodziło w latach 1879–1906. Jego współczesną kontynuacją jest czasopismo Cryptogamie, Mycologie.